# آرثر جونستون (سياسي)
آرثر جونستون هو ضابط شرطة وسياسي كندي، ولد في 3 أغسطس 1947 في كندا. حزبياً، نشط في الرابطة التقدمية المحافظة في ألبرتا ‏. وقد انتخب عضو الجمعية التشريعية ألبرتا.